# CUTE (EU-Förderprogramm)
CUTE (engl. für "süß", "nett"; Akronym für Clean Urban Transport for Europe, dt.: sauberer städtischer Nahverkehr für Europa) war ein europaweites, aus Mitteln der EU subventioniertes Förderungsprogramm unter anderem für wasserstoffbetriebenen öffentlichen Personennahverkehr. Besonders Busse sind davon betroffen. Es werden mit Brennstoffzellen betriebene Mercedes-Benz Citaro BZ eingesetzt.
Das Projekt wurde im Jahre 2001 begonnen und endete im Mai 2006 mit einem Kongress in Hamburg.
Teil dieses Programmes sind Projekte der Verkehrsbetriebe in europäischen Großstädten wie zum Beispiel das der Hamburger Hochbahn mit dem Namen HH2. Hierbei steht HH für "Hansestadt Hamburg" und H2 für Wasserstoff.
In den neun am Programm teilnehmenden Städten Hamburg, London, Barcelona, Stockholm, Porto, Stuttgart, Amsterdam, Luxemburg und Madrid wurden jeweils drei Busse mit Brennstoffzellen betrieben. Die Städte wurden jeweils ausgewählt, um Unterschiede bezüglich der klimatischen und topografischen Situation sowie des Verkehrsaufkommens zu untersuchen. Im Rahmen des parallel durchgeführten Programms ECTOS (Ecological City TranspOrt System) wurde in Reykjavík auf Island ein CO2-freier öffentlicher Nahverkehr erprobt.
Nach Ablauf des Projektes hatte das CUTE-Konsortium einen Antrag bei der EU auf Projektverlängerung gestellt. Zeitgleich hatte ein weiteres Konsortium zum gleichen Themenfeld einen Projektvorschlag für ein Projekt mit dem Titel HyFLEET beantragt. Aufgrund der inhaltlichen Überlappungen und um Doppelförderung zu vermeiden, entschloss sich die EU-Kommission zu einer Zusammenlegung der beiden Projektanträge (einem sogenannten "Merger", engl. für Zusammenschluss) unter dem Projektnamen  HyFLEET:CUTE (für Hydrogen Fleet CUTE, dt.: wasserstoffgetriebene CUTE-Flotte) umbenannt. In Hamburg wurde die Kapazität auf neun Fahrzeuge erhöht, weil Stuttgart als Projektstandort in CUTE von der damaligen Stadtverwaltung aufgegeben wurde (man sah dort keine Zukunft in der Technologie und wollte nicht die Kosten für den weiteren Betrieb der H2-Busse übernehmen) und die Fahrzeuge aus Stuttgart von der Hamburger Hochbahn AG übernommen wurden.
Am 10. Februar 2009 bekam das Projekt HyFLEET:CUTE den Europäischen "Sustainable Energy Europe Forschungspreis" in der Kategorie "Demonstration und Umsetzung". Allerdings ist der Gesamtwirkungsgrad (Well-to-Wheel) der mit Wasserstoff aus ÖkoStrom betriebenen Fahrzeuge umstritten, da zur Wasserstoffherstellung und Speicherung sehr viel elektrische Energie benötigt wird. Der gesamte Energieverbrauch der 2006 eingesetzten Wasserstoffbusse unter Berücksichtigung der Energiebereitstellung (Well-to-Tank) entsprach daher etwa einem Diesel-Verbrauch von 100 Liter auf 100 Kilometer. Seit 2011 kommt die dritte, deutlich verbesserte Version zum Einsatz. Es handelt sich um serielle Hybridbusse, deren Brennstoffzelle mit bis zu 60 % Wirkungsgrad arbeitet und die den Strom in Lithium-Ionen-Batterien speichert. Dadurch sind rein elektrische Fahrten und Rekuperation möglich. Die zwei Radnabenmotore besitzen je 60 kW Dauerleistung und können kurzzeitig bis 240 kW leisten. Der Wasserstoffverbrauch konnte um bis zu 50 % verringert werden, so dass sich der Gesamtwirkungsgrad deutlich verbesserte.

## Weblink
- CUTE-Kongress am 10. und 11. Mai 2006